# KEN RADIO
『KEN RADIO』（ケンレディオ）は、ニッポン放送のトーク番組。
なお、この項目では、2019年度ナイターオフに放送された、研音創立40周年&ニッポン放送開局65周年記念『KEN RADIO』と2023年度ナイターオフに放送される研音創立45周年&ニッポン放送開局70周年記念『KEN RADIO』について触れる。

## 研音創立40周年&ニッポン放送開局65周年記念『KEN RADIO』

### 概要
研音創立40周年記念番組として、研音グループに所属する俳優・タレント陣が当番制でラジオパーソナリティを担う。
このシーズンは基本的に1人のパーソナリティーが2-3回の複数回にまたいで出演し、パーソナリティーによっては同じ研音の俳優・アーティストを招いたゲストコーナーの回もあった。
2019年10月11日には放送開始を記念した『オールナイトニッポンGOLD　KEN RADIO スペシャル』が放送、2020年5月9日には感謝イベント「研音創立40周年&ニッポン放送開局65周年記念 〜KEN RADIOの時間〜」を東京国際フォーラム・ホールAで開催される予定になっていたが、新型コロナの影響で中止された。

### パーソナリティ
- 2019年
  - 10月5日：山口智子
  - 10月11日：山口智子（22時台・第1部）、天海祐希（23時台・第2部）[注 1]
  - 10月19日：山口智子[注 2]
  - 10月26日：天海祐希
  - 11月2日：反町隆史
  - 11月9日：反町隆史 ゲスト：原沙知絵
  - 11月23日：反町隆史 ゲスト：水谷豊[注 3]
  - 11月30日：川口春奈
  - 12月7日：川口春奈 ゲスト：BLUE ENCOUNT
  - 12月14日：沢村一樹
  - 12月21日：沢村一樹 コメントゲスト：志田未来
  - 12月28日：片瀬那奈、山崎育三郎
- 2020年
  - 1月4日：成海璃子、志田未来
  - 1月11日：家入レオ ゲスト：榮倉奈々
  - 1月18日：家入レオ ゲスト：古川雄大
  - 1月25日：福士蒼汰
  - 2月1日：福士蒼汰 ゲスト：杉咲花
  - 2月8日：財前直見 ゲスト：りょう
  - 2月15日：財前直見 ゲスト：仙道敦子
  - 2月22日：菅野美穂
  - 2月29日：菅野美穂 ゲスト：速水もこみち
  - 3月7日：速水もこみち
  - 3月14日：唐沢寿明
  - 3月21日（今季最終回）：唐沢寿明

## 研音創立45周年&ニッポン放送開局70周年記念『KEN RADIO』

### 概要
この番組では、2024年に研音が創立45周年を迎えるのと、同じく、2024年に開局70周年を迎えるニッポン放送がタッグを組むもので、2023年度ナイターオフシーズン限定番組として再開。研音の所属俳優やアーティストが週替わりでパーソナリティを務めるもので、「仕事のことから興味のあることなど、普段聞くことができないプライベートな話」を自分の言葉で話す。初回の唐沢寿明以外は原則として2-3人組で出演している。
2024年3月30日・3月31日には東京国際フォーラム・ホールAで、2020年に予定されていた『幻の周年イベント』を開催されることになっている。

### パーソナリティ
- 2023年
  - 10月7日：唐沢寿明
  - 10月14日：成海璃子、入江甚儀、伊藤あさひ
  - 10月21日：市川知宏、上杉柊平
  - 10月28日・11月4日[注 4]：2023年の日本シリーズ「阪神対オリックス」試合延長のため休止
  - 11月11日：大友花恋、水谷果穂、福原遥
  - 11月18日：山崎育三郎、上杉柊平
  - 11月25日：志田未来、畑芽育
  - 12月2日：沢村一樹、粟島淡丸、JP
  - 12月9日：桜田ひより、吉川愛
  - 12月16日：川口春奈、野村康太
  - 12月23日：家入レオ、Amber's
  - 12月30日：反町隆史、一ノ瀬颯、中川大輔
- 2024年
  - 1月6日：菅野美穂、伊東美咲、古川雄大
  - 1月13日：速水もこみち、市川由衣
  - 1月20日：りょう、濱尾ノリタカ
  - 1月27日：竜星涼、水沢林太郎
  - 2月3日：福士蒼汰、加藤清史郎
  - 2月10日：杉咲花、平澤宏々路
  - 2月17日：榮倉奈々、稲垣来泉
  - 2月24日：明日海りお、尾崎由香
  - 3月2日：財前直見、髙田万由子、松本まりか
  - 3月9日：仙道敦子、原沙知絵
  - 3月16日：中川大輔、JP、ざきのすけ。[注 5]
  - 3月23日：田辺駿一（BLUE ENCOUNT）さわ、ひらい（LONGMAN）
  - 3月30日（今季最終回）：天海祐希、黒川智花

### ステージイベント
いづれも映像配信などはなし。
- 2024年3月30日・3月31日　東京国際フォーラムホールA
  - 3月30日「KEN MUSIC」 サブタイトルに「KEN RADIOの時間Pre Party」と称して、前夜祭的な意味合いで開催。研音所属のミュージシャンが中心となったスペシャルコンサート

出演者：明日海りお、一ノ瀬楓、伊藤あさひ、大友花恋、加藤清史郎、JP、福士蒼汰、福原遥、古川雄大、水谷果歩、濱尾ノリタカ、平澤宏々路、BLUE ENCOUNT、家入レオ、LONGMAN、Amber's、ざきのすけ。、尾崎由香[4]
  - 3月31日「KEN RADIOの時間」　研音の俳優陣を中心としたトークショー

出演者：仙道敦子、財前直見、高田万由子、りょう、原沙知絵、黒川智花、市川由衣、天海祐希、成海璃子、榮倉奈々、菅野美穂、志田未来、川口春奈、杉咲花、大友加恋、桜田ひより、水谷果歩、福原遥、吉川愛、畑芽育、明日海りお、平澤宏々路、稲垣来泉、松本まりか、反町隆史、沢村一樹、速水もこみち、入江甚儀、市川知宏、竜星涼、福士蒼汰、山崎育三郎、上杉柊平、伊藤あさひ、水沢林太郎、古川雄大、一ノ瀬楓、中川大輔、濱尾ノリタカ、加藤清史郎、野村宏太、粟島瑞丸、JP、BLUE ENCOUNT、家入レオ、LONGMAN、Amber’s、ざきのすけ。、尾崎由香[5]
- 主催・企画・制作：研音、ニッポン放送
- 制作協力：キョードー東京
- 協賛：アサヒグループ食品「ディアナチュラ」、NEC（日本電気）「LAVIE」、カルビー、KIYOラーニング「スタディング」、熊谷組、CDエナジーダイレクト、ジェーシービー「JCBカード」、SKY、ソフトバンク、ファンケル、マイタウン、森永乳業、リクルート「ホットペッパービューティー学割」、りそなグループ